# Luiz Antonio de Assis Brasil
Luiz Antonio de Assis Brasil (Porto Alegre, 21 de junho de 1945), nascido Luiz Antônio de Assis Brasil e Silva, é um escritor e professor brasileiro. 
Autor de 22 livros, a maioria romances históricos passados no Rio Grande do Sul, divide o tempo entre a escrita e as docências no programa de mestrado e doutorado em Letras e Escrita Criativa da PUCRS e na Oficina de Criação Literária da mesma universidade. 
Criada em 1985, é a mais antiga e premiada oficina literária do Brasil, que já revelou nomes como Amílcar Bettega Barbosa, Letícia Wierzchowski, Cíntia Moscovich, Daniel Pellizzari, Michel Laub, Monique Revillion e Daniel Galera, entre dezenas de outros.

## Biografia
É filho de Amílcar de Assis Brasil e Silva e de Glacy Lisboa Pereira de Assis Brasil e Silva.
Tem doutorado e pós-doutorado em Letras. Já foi violoncelista da Orquestra Sinfônica de Porto Alegre (OSPA). Tem livros publicados em Portugal (O pintor de retratos e A margem imóvel do rio), Espanha (Concierto campestre) e França (L´homme amoureux e Bréviaire des terres du Brésil), e participou de antologias no Canadá, nos Estados Unidos da América e na Alemanha.
Participou do programa Distinguished Brazilian Writer in Residence, da Berkeley University. Foi conferencista na Brown University, na Universidade dos Açores e nas universidades de Tübingen e Leipzig.

## Obras de ficção
- 1976 - Um quarto de légua em quadro
- 1978 - A prole do corvo
- 1981 - Bacia das almas
- 1982 - Manhã transfigurada
- 1985 - As virtudes da casa
- 1986 - O homem amoroso
- 1987 - Cães da província
- 1990 - Videiras de cristal
- 1992 - Perversas famílias
- 1993 - Pedra da memória
- 1994 - Os senhores do século
- 1997 - Concerto campestre
- 1997 - Anais da Província-Boi
- 1997 - Breviário das terras do Brasil
- 2001 - O pintor de retratos
- 2003 - A margem imóvel do rio
- 2006 - Música perdida
- 2012 - Figura na sombra
- 2016 - O inverno e depois
- 2023 - Leopold

## Obras de não-ficção
- 2008 - Ensaios íntimos e imperfeitos
- 2019 - Escrever ficção

## Organização de obras coletivas
- 2014 - Melhor não abrir essa gaveta
- 2018 - Caleidoscópio

## Premiações mais relevantes
Entre outros, recebeu os seguintes prêmios:
- Prêmio Literário Nacional, do Instituto Nacional do Livro (1987), por Cães da Província;
- Prêmio Erico Verissmo (1987) pelo conjunto de sua obra;
- Prêmio Literário Machado de Assis, da Biblioteca Nacional (2001), por O pintor de retratos;
- Prêmio Jabuti (2003), por A margem imóvel do rio. Menção;
- Prêmio Portugal Telecom de Literatura Brasileira (2004), por A margem imóvel do rio. O único romance entre os três vencedores.

## Adaptações para o cinema
Vários de seus livros foram levados ao cinema:
- Concerto campestre, com o mesmo título;
- Videiras de cristal, com o título de A paixão de Jacobina
- Um quarto de légua em quadro, com o título de Diário de um novo mundo.
- Manhã Transfigurada, com o mesmo título.